# Partidul Comunist Muncitoresc Spaniol
Partidul Comunist Muncitoresc Spaniol (spaniolă Partido Comunista Obrero Español, PCOE) este un partid politic minor din Spania. A fost înființat în 1973 de către Enrique Lister, (un general republican în Războiul Civil Spaniol) revoltat de linia eurocomunistă a  Partidului Comunist Spaniol. 

## Istoric
În Partidul Comunist Spaniol a avut loc o ruptură după ce acesta a condamnat Invazia din Cehoslovacia din 1968. PCOE a fost legalizat în 1977, în timpul perioadei de tranziție a Spaniei către democrație. Partidul a avut o organizație de tineret numită Federația tinerilor comuniști din Spania (Federación de Jóvenes Comunistas de España).
În 1983, la alegerile generale partidul a obținut în Comunitatea Valenciană 6.416 de voturi (0,34%). După aceste alegeri, mai multe fracțiuni comuniste s-au unit și au format Partidul Popular Comunist al Spaniei, însă PCOE a decis să rămână pe dinafară.

## Legături externe
- Site Oficial